# Psilopterus
Psilopterus (en idioma griego "ala desnuda") es un género extinto de fororrácido ("ave del terror") que vivió a mediados del Oligoceno hasta finales del Pleistoceno superior en Argentina. Comparado con otros fororrácidos, los miembros de este género eran relativamente gráciles y pequeños, e incluyen las menores especies de aves del terror: con la cabeza en alto P. bachmanni alcanzaba 70 - 80 centímetros de altura y pesaba cerca de 5 kilogramos, mientras que los mayores miembros del género solo alcanzaban 7 kilogramos. Estas aves recordaban a la actual cariama (Cariama cristata), excepto por su constitución más robusta y alas considerablemente menores. La gran similitud morfológica entre las garras de las cariamas y Psilopterus, siendo ambas afiladas, curvas y comprimidas lateralmente, pueden indicar que eran usadas para golpear a las presas. En contraste con otras aves del terror de mayor tamaño, Tonni y Tambussi también han sugerido que Psilopterus podría usar sus garras para trepar a los árboles, y podrían incluso volar; esta idea ha sido rechazada en la literatura científica más reciente. Hallazgos de fósiles de Uruguay indican que este género puede haber sobrevivido hasta hace apenas 96,040 ± 6,300 años, millones de años después de que los fororrácidos más grandes se hubieran extinto.

## Descripción y taxonomía
La más reciente revisión sistemática de Phorusrhacidae sitúa a Psilopterus dentro de la subfamilia Psilopterinae, junto con los géneros Procariama y Paleopsilopterus, y divide a Psilopterus en cuatro especies.

### P. bachmanni

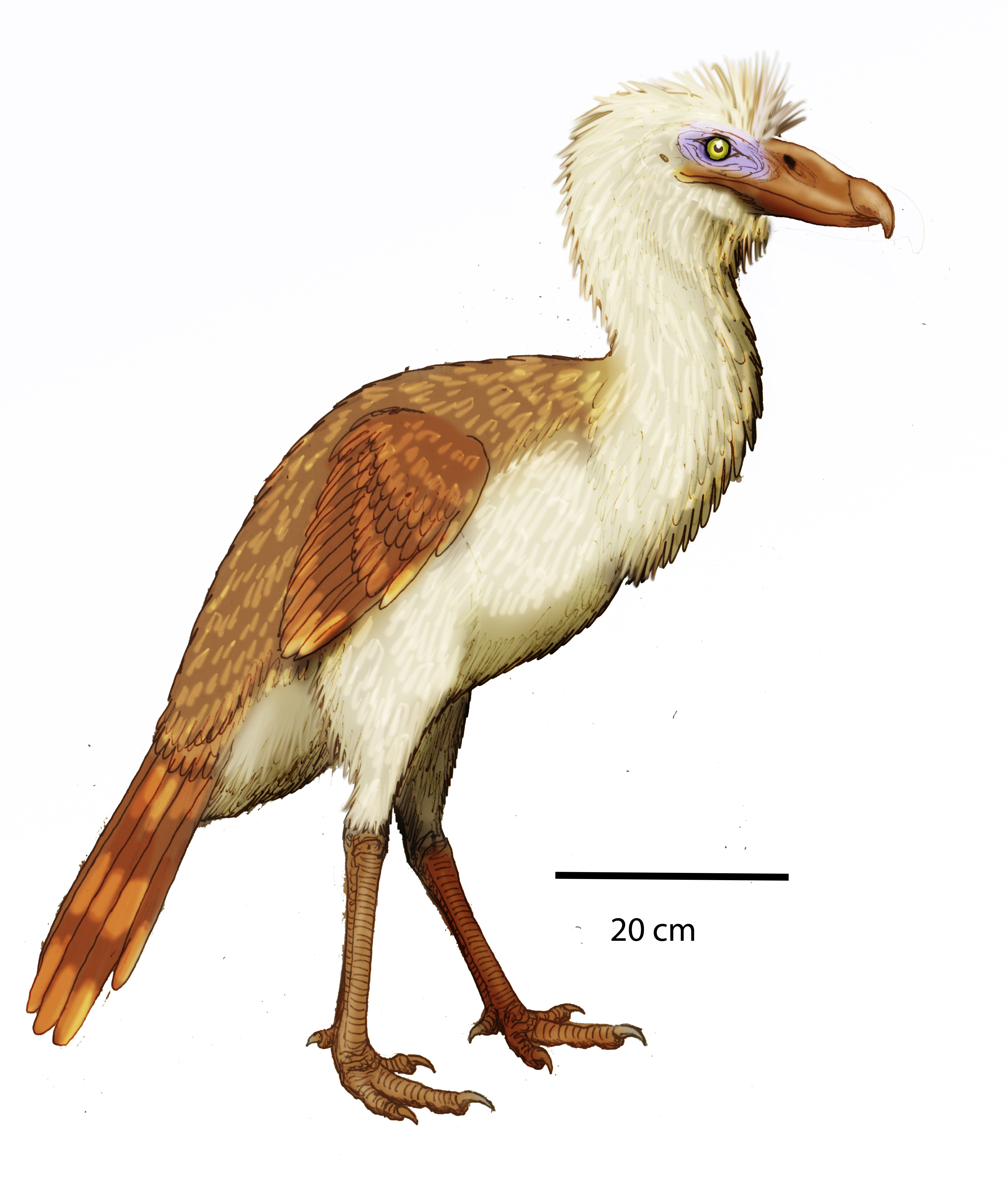
Recreación en vida de Psilopterus bachmanni.

Psilopterus bachmanni (Moreno & Mercerat, 1891) es una de las menores especies de fororrácidos, rivalizando solo con P. affinis. Esta especie (y el género) se definió con la parte superior de un tobillo fusionado y un hueso del pie (el lectotipo MLP-168 es un tarsometatarso). Otro material asignado a esta especie incluye huesos adicionales del pie que son probablemente de la misma ave, y un esuqeleto casi completo (PUM-15.904) El material procede de varios sitios de la provincia de Santa Cruz de Argentina que datan de mediados del Mioceno (Santacruciense). Las características de diagnóstico más importantes son un cráneo bajo y una mandíbula superior (o maxilar; similar al de los fororrácidos mesembriornitinos) y la extremada inclinación del borde frontal del agujero justo enfrente del ojo (la parte rostral de la fenestra anteorbital), aunque también tiene  diferencias en el resto del esqueleto.
Sinónimos:
- Psilopterus bachmanni (Moreno & Mercerat, 1891)
- Patagornis bachmanni Moreno & Mercerat, 1891
- Psilopterus communis Moreno & Mercerat, 1891
- Psilopterus intermedius Moreno & Mercerat, 1891
- Phororhacos delicatus Amegino, 1891

Brodkorb consideró a Psilopterus minutus Amerghino, 1981 como una especie separada, pero el hueso del pie incompleto (tarsometatarso) es indistinguible de P. bachmanni.

### P. lemoinei

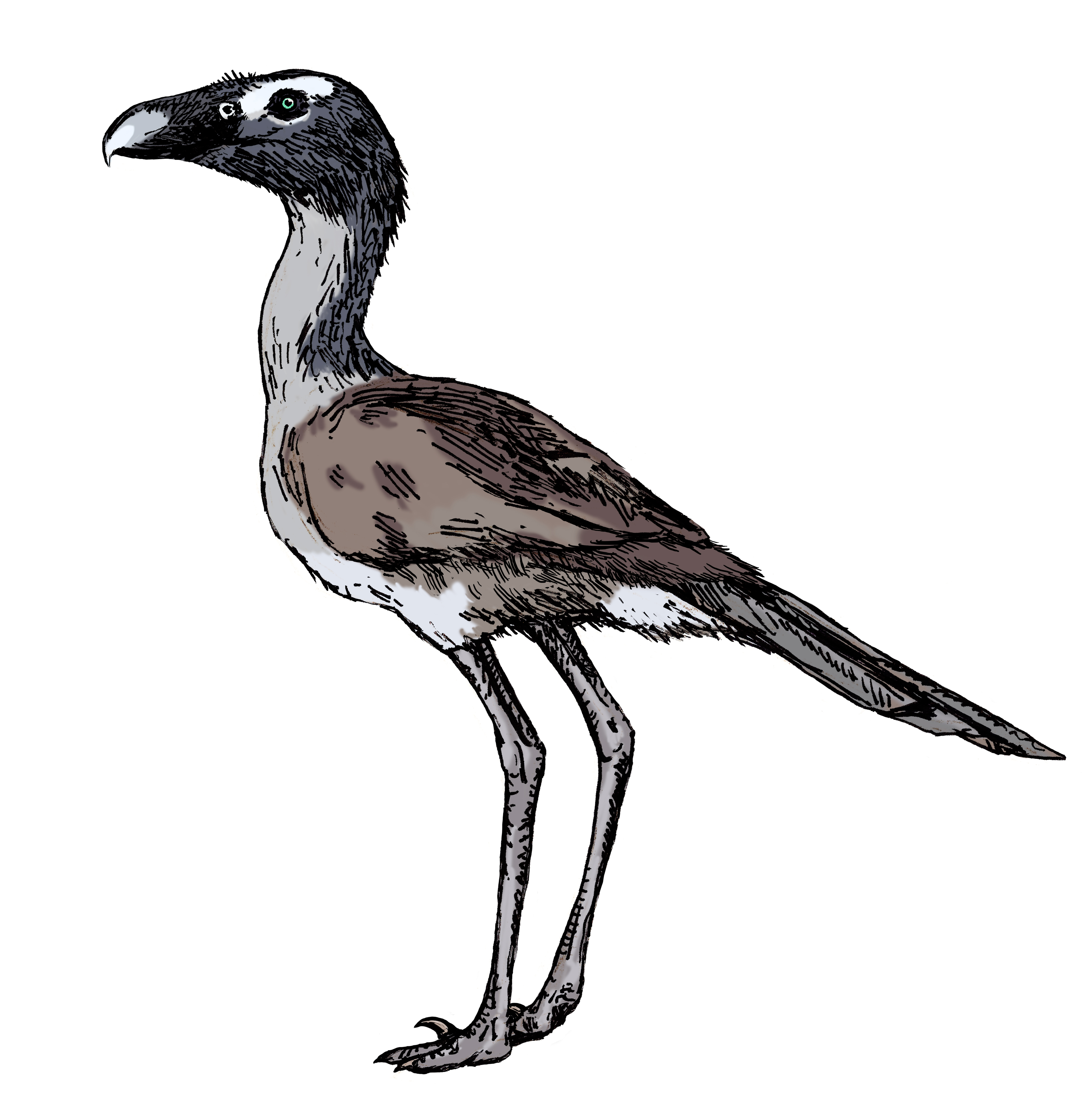
Reconstrucción de P. lemoinei

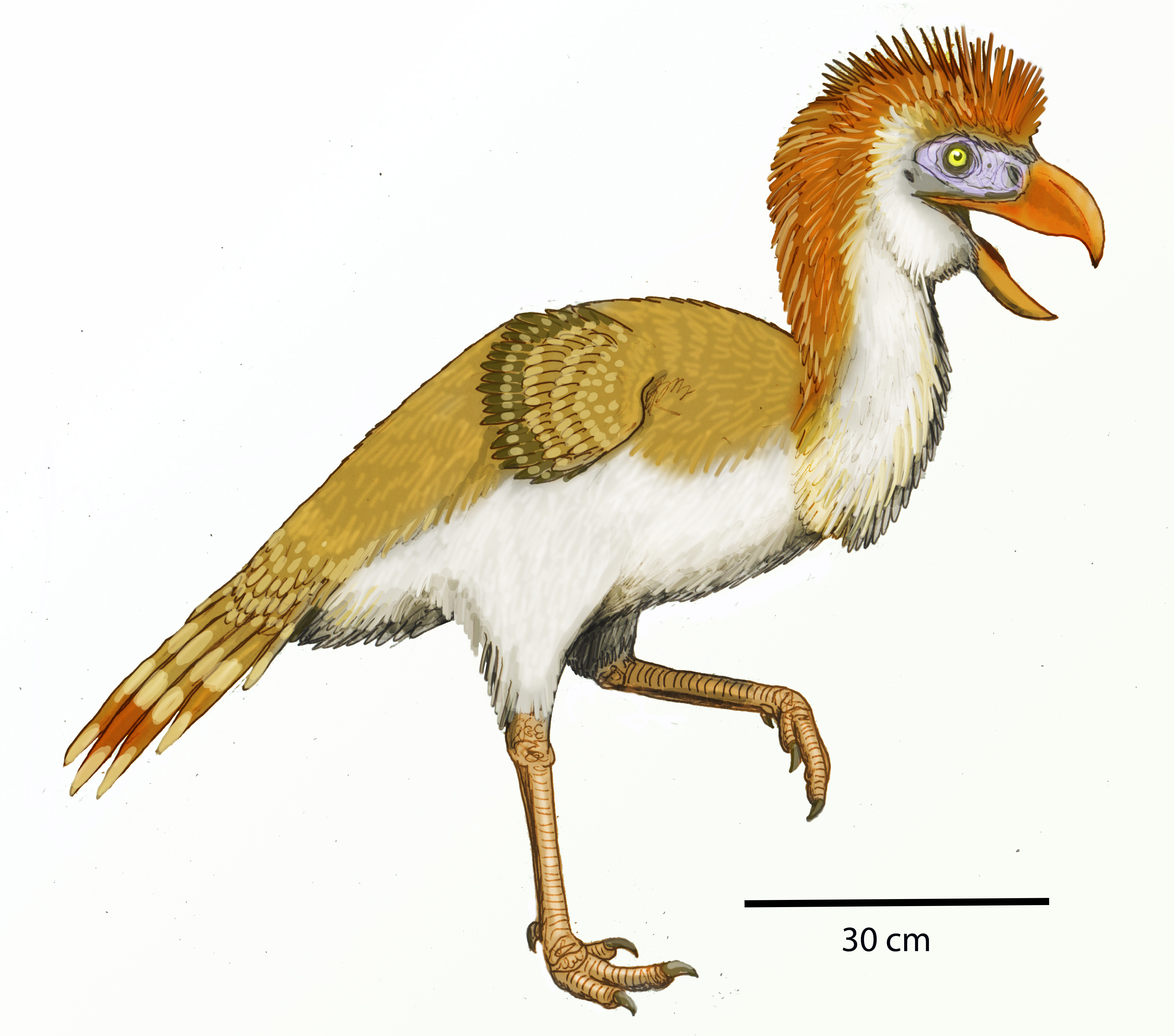
Reconstrucción de P. lemoinei

Psilopterus lemoinei (Moreno & Mercerat, 1891) es contemporáneo de P. bachmanni y probablemente llenaba un nicho ecológico muy similar, aunque P. lemoinei es levemente mayor, con un peso promedio estimado en 7 kilogramos. La especie fue definida por una parte de la parte inferior de la pata (el lectotipo, MLP-162, es el extremo distal de un tibiotarso), pero una amplia variedad de material se han referido a este taxón. Dicho material se ha hallado en algunos sitios en la provincia de Santa Cruz de Argentina que datan de mediados del Mioceno (Santacruciense). Las características de diagnóstico incluyen un cráneo alto y una mandíbula más alta (maxilar), y que la parte frontal del agujero en frente de los ojos (borde rostral de la fenestra anteorbital) está menos inclinado. Algunas diferencias adicionales en el esqueleto fueron notadas por Sinclair y Farr (1932). Algunas discrepancias entre varios especímenes han sido atribuidos a diferencias de edad o sexo, pero el material actualmente asignado a P. lemonei y P. bachmanni puede ser reclasificado a nivel de especie si son reexaminados en profundidad.
Sinónimos:
- Patagornis lemoinei Moreno & Mercerat, 1891
- Psilopterus australis Moreno & Mercerat, 1891
- Pelecyornis tubulatus Ameghino, 1895 (sinónimo de Psilopterus australis)
- Phororhacos modicus Ameghino, 1895
- Staphylornis gallardoi Mercerat, 1897 (posible sinónimo de Psilopterus australis)
- Staphylornis erythacus Mercerat, 1897 (posible sinónimo de Psilopterus australis)
- Pelecyornis tenuirostris Sinclair & Farr, 1932 (sinónimo de Psilopterus australis)

### P. affinus
Psilopterus affinus (Ameghino, 1899) es una de las especies de ave del terror peor conocidas, representada solo por parte de un hueso de la pata (un tarsometatarso, MACN-A-52-184) el cual indica que el ave era similar en talla a P. bachmanni. P. affinus es una de las varias especies conocidas de material fragmentario hallado en 1899 en la provincia de Chubut en Argentina (Patagonia), en rocas que datan de mediados a finales del Oligoceno (Deseadense). Especímenes adicionales podrían ayudar a clarificar la taxonomía de las cuatro especies aparentemente sin relación. P. affinus fue asignado originalmente al género Phororhacos a pesar de la diferencia de tamaño, y se distingue de P. bachmanni por un surco sobre el hueso de la pata. Brodkorb asignó la especie a Andrewsornis en 1967, pero esto ya no se considera correcto.

### P. colzecus

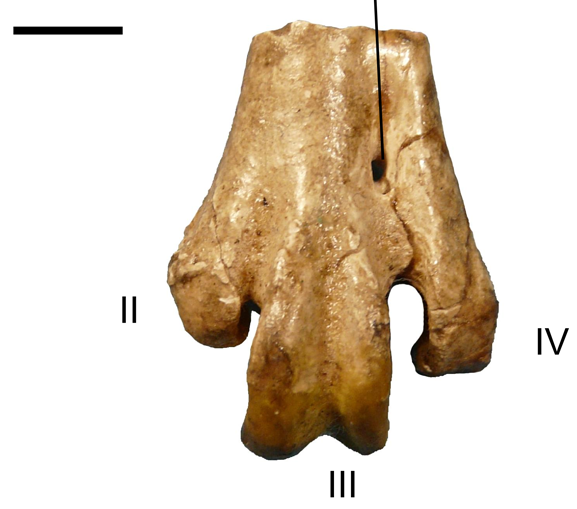
Tarsometatarso de P. colzecus.

La especie más recientemente descubierta del género, Psilopterus colzecus Tonni & Tambussi, 1988, es similar a P. lemoinei en tamaño. Conocido a partir de un único esqueleto incompleto que incluye partes de la mandíbula, el ala, y la pata (el holotipo MLP-76-VI-12-2), la especie se define por un surco en el frente del hueso del muslo (troclea). Estos elementos fueron hallados en la provincia de Buenos Aires de Argentina y datan del Mioceno Superior (Chasiquense).